# Der Junge und die Wildgänse
Der Film Der Junge und die Wildgänse aus dem Jahr 2019 handelt vom Aussetzen von Wildgänsen. Er basiert auf wahren Begebenheiten.

## Handlung
Der vierzehnjährige Thomas muss, zunächst widerwillig, zwei Wochen im Sommer bei seinem geschiedenen Vater Christian verbringen. Dieser möchte wildlebende Zwerggänse, die er in den südfranzösischen Sümpfen der Camargue am Rande der Legalität selbst züchtet, vor dem Aussterben bewahren und hat eine neue sichere Zugroute zwischen Südfrankreich und Lappland entworfen, die er ihnen mit seinem Trike zeigen will. Schon bald gewinnt auch Thomas die Gänseküken lieb, die in ihm durch Prägung eine Elternfigur sehen.
Per Auto werden die heranwachsenden Gänse nach Lappland gebracht, da sie ihren Erstflug im Sommerquartier machen müssen. Dort aber wird das Projekt wegen Unstimmigkeiten in den Papieren zunächst untersagt. Um den Gänsen eine Gefangennahme zu ersparen, fliegt Thomas bei einer günstigen Gelegenheit unabgesprochen und gegen Christians heftigen Protest los, die Gänse folgen ihm. Thomas hat zwar etwas Flugunterricht bekommen, aber Christian hat wegen des unsicheren Wetters große Angst um ihn. Er kann aber zunächst nichts tun, da er selbst auf der Polizeiwache festgehalten wird. Thomas’ Mutter Paola reist alarmiert an und macht Christian schwere Vorwürfe.
Thomas schlägt sich mit den Gänsen allein durch, indem er dem GPS-Gerät am Ultraleichtflugzeug folgt, in dem Christians sichere Route abgespeichert ist. Bei Zwischenlandungen erbittet oder stiehlt er Treibstoff für das Flugzeug sowie Essen für sich selbst und kommt auch in der Wildnis zurecht. Gelegentlich stellen Leute, die ihm geholfen haben, Videos von seinem Abflug ins Netz – dadurch erfährt Christian zufällig, dass Thomas wohlauf ist und wo er sich befindet. Auf dem Flug über die Nordsee geraten sie in Unwetter, kommen jedoch glücklich hindurch. Die anderen folgen ihnen so gut wie möglich mit dem Auto.
Als Thomas wie angekündigt in Nordfrankreich an der Zwischenstation eines Freundes von Christian landet und die Menschen sich endlich wiedertreffen, ist er so entkräftet, dass er noch im Flugzeug zusammenbricht und für einige Tage ins Krankenhaus muss. Christian will das gesamte Projekt aufgeben, wegen der behördlichen Widerstände und wegen der Gefahr, in die Thomas geraten ist. Nun ist es Paola, die Thomas unabgesprochen den Weiterflug mit den Gänsen nach Südfrankreich ermöglicht. Sie ist stolz auf das, was er schon geleistet hat, und hat eingesehen, dass er kein Kind mehr ist, auf das man aufpassen muss.
In der Camargue gelangen sie ohne weitere Zwischenfälle und medial umjubelt an. Von wissenschaftlicher Seite werden allerdings Zweifel geäußert, dass die auf Menschen geprägten Gänse von selbst den Weg zurück nach Lappland finden. Doch als am Schluss die Gruppe 6 Monate später an dem See in Lappland sitzt und die Gänse erwartet, treffen diese pünktlich ein.
Während der durchstandenen Geschichte haben Christian und Paola wieder zueinander gefunden, und auch die Sümpfe, das Winterquartier der Gänse, wurden vor der Trockenlegung bewahrt.

## Hintergrund
Am Drehbuch war neben Matthieu Petit auch Christian Moullec beteiligt, der zusammen mit seiner Frau Paola in den 1990ern selbst ähnliche Auswilderungs-Aktionen mit verschiedenen Vogelarten und Ultraleichtflugzeugen durchführte. Die Technik, Wildvögel zu prägen und mit einem Ultraleichtflugzeug zu begleiten, wurde daraufhin etwa in Dokumentarfilmen wie Nomaden der Lüfte – Das Geheimnis der Zugvögel genutzt.
Eine ähnliche Geschichte erzählt der Film Amy und die Wildgänse aus dem Jahr 1995/1996, der allerdings auf der Aktion von William Lishman beruht, der 1993 Kanadagänse prägte und mit dem Flugzeug in ihre Überwinterungsgebiete führte.

## Kritik
Der Filmdienst schrieb, der Film sei „[d]ramaturgisch wenig überraschend[...]“, „handwerklich“ jedoch „makellos“. Es handle sich um „kluge, sympathische und spannende Unterhaltung“, was auf das „emotional packende[...] Drehbuch, liebevoll gezeichnete[...] Figuren und prächtige[...] Naturaufnahmen“ zurückzuführen sei.